# Yahoo!ファイナンス
Yahoo!ファイナンス（ヤフーファイナンス）は、LINEヤフーが提供する金融情報サービスで、株価や為替のリアルタイム推移、個別銘柄のチャートや掲示板、ニュース、アナリストレポート等の市場情報、証券会社・個人融資機関の比較など、多岐にわたる金融情報を提供している。

## 概要
Yahoo! JAPANの株価情報コンテンツとして1997年3月4日にリリースされた。アプリ版はAndroid版が2013年12月、iOS版が2014年3月にそれぞれリリースしている。閲覧者数は、パソコン・スマートフォンのブラウザー・アプリ全体で、1800万MUB（Monthly Unique Browser）規模と2018年時点で公言されている。
Yahoo! JAPAN自体が開始された1996年4月1日から1年経たずリリースしており、これはニュースや天気予報、テレビ番組表、大学受験に続いて古いサービスである。当初は日本初の全国8証券取引所上場銘柄の株価無料検索サービスとしてスタートした。Yahoo!JAPAN内のコンテンツとしては最も早く100万ページビューを達成し、開設から4年後には1000万ページビューを記録した。
2012年には株価のリアルタイム更新を開始、2015年には日本で初めて米国株（NYSE、NASDAQ）の銘柄情報の表示に対応した。

## 掲示板での事件・トラブル
同サービスは銘柄ごとの電子掲示板への投稿・情報交換が盛んに行われている一方で、2011年には上場企業に対する虚偽の情報を書き込んだ（当時はYahoo!掲示板として運営）として風説の流布による逮捕者も出ている。2023年4月には東京衡機の代表取締役社長が反社会的勢力との関係性を有する旨の虚偽の事実を書き込んだとして、東京衡機の代表取締役社長が東京地方裁判所に対して発信者情報開示命令の申立を行い、東京地方裁判所はアカウントの登録者にかかる電話番号等の開示の決定を行った他、携帯電話の契約者も判明。東京衡機は2024年2月、書き込んだ人物に対して200万円の損害を請求する訴訟を起こした。
同社も投稿の監視や自動削除には力を入れており、2021年には、Yahoo!ファイナンスの掲示板の月間約231万件の投稿のうち約9万件を削除したとのレポートを公開した。
なお、Yahoo!JAPANとしての掲示板サービスは2019年に終了し、現在は「株式」「FX、為替」カテゴリのみYahoo!ファイナンスに移管されている。